# Mário Corino da Costa de Andrade
Mário Corino da Costa Andrade (Moura, 10 de junho de 1906 — Porto, 16 de junho de 2005) foi um médico e investigador, homem de vasta cultura humanística, uma das figuras cimeiras da neurologia portuguesa do século XX.

## Biografia
Corino de Andrade foi o primeiro cientista a identificar e caracterizar como nova entidade nosológica a paramiloidose (ou polineuropatia amilóide familiar (PAF)), uma doença neurodegenerativa, cuja neuropatologia clínica e bases genéticas investigou em trabalho pioneiro na década de 1950 (e que é hoje conhecida como doença de Andrade ou Corino-Andrade).
Licenciou-se em medicina e cirurgia em Lisboa em 1929, depois de estagiar com Egas Moniz (Nobel de Fisiologia ou Medicina) e António Flores.
Investigou mais tarde, em colaboração com Paula Coutinho a epidemiologia e genética da doença de Machado-Joseph.
Fundou, ao lado de Nuno Grande, o Instituto de Ciências Biomédicas Abel Salazar (ICBAS) da Universidade do Porto, tendo sido o seu primeiro director.
A 27 de outubro de 1979, foi agraciado com o grau de Grande-Oficial da Ordem Militar de Sant'Iago da Espada.
Em 1988 recebeu um Doutoramento Honoris Causa pela Universidade de Aveiro.
A 18 de setembro de 1989, foi agraciado com o grau de Grã-Cruz da Ordem do Mérito.